# 2013年保加利亞議會選舉
2013年5月12日保加利亞舉辦了議會選舉，其中由於原本執政的保加利亞歐洲發展公民黨在同年2月時在抗議壓力下被迫下臺，使得這次議會選舉比往年還要早2個月進行。然而這次議會選舉的結果仍然出現懸峙國會的局勢，而這次選舉也是自共產主義時代結束後首次在多數席次取得和投票率呈現最低的一次。而儘管保加利亞歐洲發展公民黨在選舉後仍為第一大黨並且在240個議會席次中擁有94個，然而其黨魁博伊科·鮑里索夫仍以選舉前一天出現非法競選為由呼籲廢止這次選舉。

## 背景
在2009年保加利亞議會選舉由保加利亞歐洲發展公民黨贏得勝利，然而之後保加利亞社會黨陸續批露前者涉嫌參與大規模貪汙、與犯罪組織有所連繫以及將提供給歐洲聯盟的資金納為個人或者組織所有。在2009年至2013年期間，儘管保加利亞在所需繳交的歐洲聯盟資金部分已經完全恢復正常，但是保加利亞的平均生活水平仍遠低於歐洲大陸的水平，同時與其他鄰近國家相比保加利亞在經濟上越趨弱勢。2013年2月時由於高電價以及貧困議題使得社會爆發大規模的抗議行動，最後導致由保加利亞歐洲發展公民黨組建的政府宣布辭職下臺，並且促使得來自捷克的電力公司CEZ能源集團其營業許可證遭到撤銷。
這次抗議行動也讓原本預定在7月舉辦的議會選舉必須提前進行，2月28日時羅森·普列夫內利耶夫宣布大選的具體日期將提早至5月12日。政府辭職後的第二天，保加利亞警察和抗議者之間的衝突導致一些平民受到重傷。但是根據報導指稱，一些示威者開始肆意破壞公共財產並且向對警察展開挑釁動作。2013年3月13日時，由普列夫內利耶夫擔任到選舉前的代理總統以負責整個保加利亞政府仍能維持運作，而普列夫內利耶夫則提到：「我相信必要且關鍵的法律變動應該由新一屆的議會決定，因此舉辦新的選舉勢在必得。」

## 制度
保加利亞國民議會的240個席次透過兩種方式選出，其中有209名議員是以事先提出的議員候選人名單為基礎、由31個選區依照比例代表制而推舉議會議員。這方法採取了最大餘額法的方式，並且要求各個政黨必須至少獲得4%的全國選票才能夠適用這規則。此外還有31名議會議員則是由每個選區選出單一位議員而成，也因此保加利亞的選民將會獲得支持政黨比例的一票以及該選區所支持的候選人一票。而如果政黨未能通過4%的議會門檻卻仍然得到超過1%全國選票的話，保加利亞政府則會以每張票12保加利亞列弗的金額提供年度的國家補貼金。

## 競選

### 候選人
前歐洲聯盟專員梅格萊娜·庫內娃在競選期間表示將會離開以西美昂·薩克森-科堡-哥達斯基為首的穩定與進步國家運動，其後她表示儘管民意調查顯示這舉動並不盡理想、然而她的新成立的政黨將會有顯著的支持度。她還指出很有可能會直接將她領導的民間社會組織保加利亞公民運動轉型成為政黨，並且提到因為「這是能參加選舉的唯一辦法」。另外有些媒體則指稱其將會和保加利亞歐洲發展公民黨有所合作，但之後梅格萊娜·庫內娃則回絕了這類看法。另外一方面保加利亞社會黨黨內則發生內鬨，主要是關於應由謝爾蓋·斯塔尼舍夫還是格奧爾基·珀爾瓦諾夫擔任黨魁一事仍尚未無法解決。

### 爭議事件
半島電視台報導由於一系列的醜聞和對於政客的失望感使得選民對於這次議會選舉感到冷淡，在競選期間也陸陸續續有關於欺詐和非法竊聽等醜聞的指控。而在大選前一天保加利亞警方在科斯廷布羅德突襲檢查時查獲一臺印刷機以及多達350,000張非法印製的選票，保加利亞社會黨黨魁謝爾蓋·斯塔尼舍夫表示這次案件是涉及約25個選區、約選舉投票10％張數的詐騙偽造事件，並且提到：「這是保加利亞檯面下看不見的醜聞之一。」

## 結果
本次选举共有注册选民6.9百万人，在国内外共设立上万个投票站。投票将于5月12日晚21:00结束，由超过250个国际组织监督选举。投票率为51.3%。本次选举共有38个政党和7个政党联盟注册参选，竞选议员的候选人达8148人，角逐议会240个议席。
5月16日，保加利亚中央选举委员会公布全部选票计票结果，保加利亚中右翼政党欧洲发展公民党获得30.54％的选票，赢得97个议会席位，成为此次国民议会选举的赢家。
排名第二的是由保加利亚社会党领导的“为了保加利亚联盟”，获得26.61％的选票，赢得84个议会席位；土耳其族党“争取权利和自由运动”排名第三，获得11.31％的选票，赢得36个议会席位；另一个超过4％法定最低得票限额进入新一届议会的是“阿塔卡”联盟，得票率为7.30％，赢得23个议会席位。

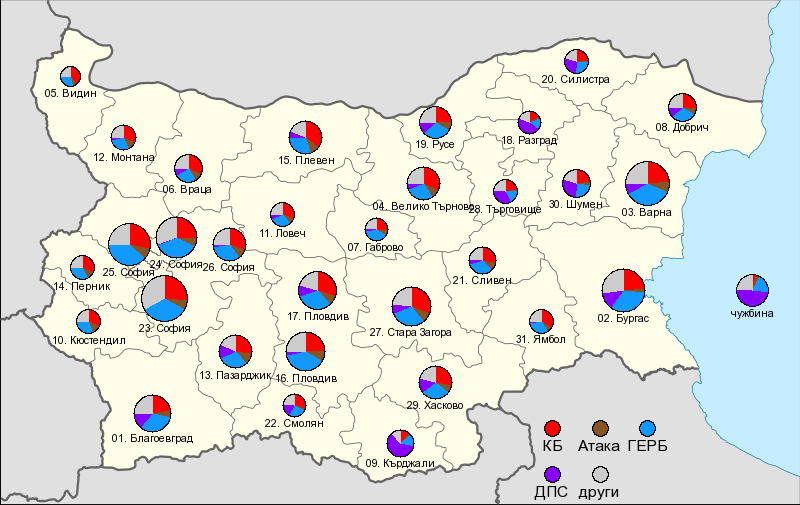
各选区结果

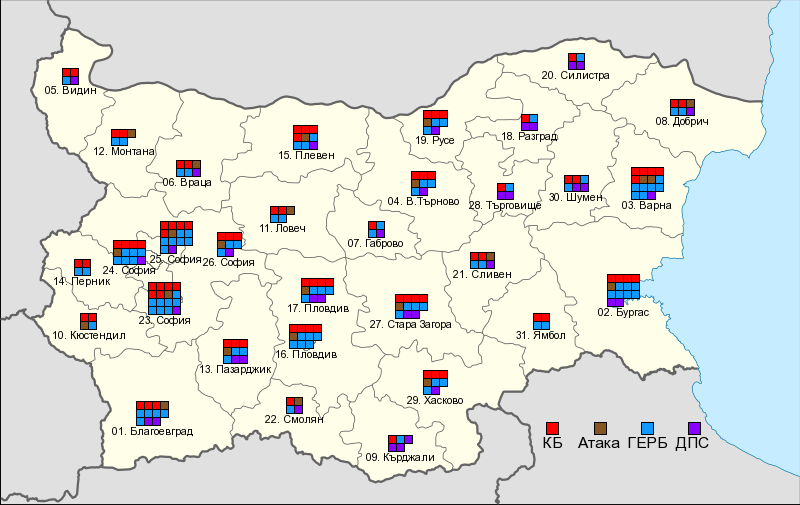
各选区所占席位

| 政党                                       | 选票      | %     | 席位 | +/− |
| ------------------------------------------ | --------- | ----- | ---- | --- |
| 欧洲发展公民党                             | 1,081,605 | 30.54 | 97   | −20 |
| 保加利亚社会党                             | 942,541   | 26.61 | 84   | +44 |
| 争取权利与自由运动                         | 400,466   | 11.31 | 36   | −1  |
| 阿塔卡                                     | 258,481   | 7.30  | 23   | +2  |
| 保加利亚民族救国阵线                       | 131,169   | 3.70  | 0    | New |
| 保加利亚公民运动                           | 115,190   | 3.25  | 0    | New |
| 振兴保加利亚民主党                         | 103,638   | 2.93  | 0    | −5  |
| 马其顿内部革命组织–保加利亚国民运动        | 66,803    | 1.89  | 0    | New |
| 利德尔                                     | 61,482    | 1.74  | 0    | 0   |
| 秩序、法律和公正                           | 59,145    | 1.67  | 0    | −10 |
| 中间–自由和尊严                            | 57,611    | 1.63  | 0    | New |
| 民主力量联盟                               | 48,681    | 1.38  | 0    | −9  |
| 人民声音                                   | 47,419    | 1.34  | 0    | New |
| 绿党                                       | 26,520    | 0.75  | 0    | 0   |
| 新选择                                     | 18,267    | 0.52  | 0    | New |
| 为保加利亚骄傲                             | 16,126    | 0.46  | 0    | New |
| 民主公民倡议                               | 15,482    | 0.44  | 0    | New |
| 公民列表–现代保加利亚                      | 14,352    | 0.41  | 0    | New |
| 自由联盟                                   | 8,873     | 0.25  | 0    | New |
| 保加利亚农业国民联盟                       | 7,715     | 0.22  | 0    | 0   |
| 保加利亚妇女党                             | 6,545     | 0.19  | 0    | New |
| 保加利亚左翼                               | 5,924     | 0.17  | 0    | 0   |
| 保加利亚共产党人联盟                       | 6,168     | 0.17  | 0    | New |
| 联合人民党                                 | 6,143     | 0.17  | 0    | New |
| 保加利亚春天                               | 4,097     | 0.12  | 0    | New |
| 保加利亚基督教党                           | 3,722     | 0.11  | 0    | New |
| 中欧人                                     | 3,539     | 0.10  | 0    | New |
| 国家民主党                                 | 3,445     | 0.10  | 0    | New |
| 为了国家统一民主选择                       | 3,414     | 0.10  | 0    | New |
| 民族爱国统一                               | 3,239     | 0.09  | 0    | New |
| 民主党                                     | 3,160     | 0.09  | 0    | New |
| 其它保加利亚                               | 2,497     | 0.07  | 0    | 0   |
| 保加利亚原因                               | 2,234     | 0.07  | 0    | New |
| 民族统一运动                               | 1,786     | 0.05  | 0    | New |
| 基督教社会联合                             | 1,687     | 0.05  | 0    | New |
| 社会民主党                                 | 1,300     | 0.04  | 0    | 0   |
| 无效/空白票                                | 90,047    | –     | –    | –   |
| 合计                                       | 3,541,745 | 100   | 240  | 0   |
| 注册选票                                   | 6,919,260 | 51.33 | –    | –   |
| 来源: 中央选举委员会（页面存档备份，存于） |           |       |      |     |